# 菱川花菜
菱川花菜（日语：／ Hishikawa Hana，2003年5月19日—），是日本東京都出身的女性聲優，為Raccoon Dog所屬的藝人。

## 經歷
從 Pro Fit 配音演員培訓中心出身，因 Pro Fit即將在2022年4月1日關閉，現在是Raccoon Dog所屬。
在2022年被選為『Delicious Party ♡ 光之美少女』的主角和實唯／珍味天使的聲優。

## 演出作品
※飾演的主要角色以粗體字表示。

### 電視動畫
2020年
- 憂國的莫里亞蒂（少女）

2021年
- 偶像學園Planet！（小孩子）
- 再見了，我的克拉默（久乃木2番）
- SSSS.DYNAZENON（天氣播報員）
- 聖女魔力無所不能（侍女、女僕）
- 擾亂 THE PRINCESS OF SNOW AND BLOOD
- 白沙的Aquatope（一般客）
- 藍色時期（女子）

2022年
- Tropical-Rouge！光之美少女（和實結／珍味天使）
- Delicious Party ♡ 光之美少女（和實結／珍味天使[1]）
- 失格紋的最強賢者（女學生）
- 式守同學不只可愛而已（女學生）
- 相合之物（女子B）
- 黑之召喚士（修托菈．特萊申）
- 忍之一時（小孩子）

2023年
- 物之古物奇譚（女性）
- 再得一勝！
- 開闊天空！光之美少女（和實結／珍味天使）
- 放學後失眠的你（女學生、灰田的女友）
- 堀與宮村 -piece-（女學生的聲音）
- 咒術迴戰（學生）
- 凹凸魔女的親子日常（幼年薇奧拉、PaPa魔像）
- B-PROJECT～熱烈＊Love Call～（歌迷）
- 米奇與達利 惡童物語（蠶豆之家的孩子B）
- 哆啦A夢（巧克力③）
- 盾之勇者成名錄 Season 3（溫蒂雅）

2024年
- 指尖相觸，戀戀不捨（櫻瀨圓）
- 身為魔王的我娶了奴隸精靈為妻，該如何表白我的愛？（榭絲緹·利奎斯特[2]）
- 為何我的世界被遺忘了？（蕾蓮[3]）
- 沒能成為魔法師的女孩子的故事（可露米·未來[4]）
- 魔王2099（高橋[5]）
- 嘆氣的亡靈想隱退（艾珂蕾兒·格拉迪斯[6]）

2025年
- 青春特調蜂蜜檸檬蘇打（桃[7]）
- 真･武士傳 YAIBA（桃井惠子、女孩子、門下生、金長狸們、女性）
- 紫雲寺家的兄弟姊妹（紫雲寺南[8]）
- 黑執事 綠之魔女篇（安妮·德雷萬茨）
- 丸少爺（蝶蝶）
- 九龍大眾浪漫（諮詢者）
- 機動戰士Gundam GQuuuuuuX（坎查納[9]）
- 瞬間治癒卻被當成廢物踢出隊伍的天才治療師，改當無照治療師快樂過活（治癒師C）
- 明天，美食廣場見。（山本的同級生）
- 盾之勇者成名錄 Season 4（溫蒂雅）
- 保齡球少女！（音無麻衣[10]）
- 戀上換裝娃娃 Season 2（學生會長）
- 女騎士成為蠻族新娘（潔姿[11]）
- 差點在迷宮深處被信任的夥伴殺掉，但靠著天賜技能「無限扭蛋」獲得等級9999的夥伴，我要向前隊友和世界展開復仇&「給他們好看！」（娜芝娜[12]）

2026年
- 再見菈菈（日语：さよならララ）（菈菈[13]）

### 劇場動畫
- 酷愛電影的龐波小姐（2021年）
- 劇場版 少女☆歌劇 Revue Starlight（2021年）
- 龍與雀斑公主（2021年）
- 怪盜皇后喜歡馬戲團（日语：怪盗クイーンシリーズ#怪盗クイーンはサーカスがお好き）（2022年 東歐的少女）
- 電影 Delicious Party ♡ 光之美少女 夢想的♡兒童餐！（2022年 和實結／珍味天使）
- 電影 光之美少女 All Stars F（2023年 和實結／珍味天使）

### OVA
- GIVEN 被贈與的未來 裏側的存在（2021年 女學生B）※漫畫第7卷附贈DVD限定版收錄

### 網路動畫
- Duel Masters LOST ～追憶的水晶～（2024年 香取ニイカ[14]）
- Duel Masters LOST ～月下的死神～（2024年 香取ニイカ[15]）

### 遊戲
2021年
- 東方彈幕神樂（秋靜葉）
- 鬼滅之刃 火之神血風譚
- 黑騎士與白魔王（バティン）

2022年
- 問答RPG 魔法使與黑貓維茲（ユルル、ジャン）
- プリキュアかずあそび（珍味天使）
- 棕色塵埃（謬思）
- 怪物彈珠（2022年 - 2025年 理嘉拉絲、謝歐兒）
- 刀劍神域 Unleash Blading（西爾薇）
- 碧藍航線（羽黑）
- DeEternity（サーカススター）
- 第七史詩（ae-NINGNING）

2023年
- Code Geass 反叛的魯路修 失落物語（朱城紅緒）
- 逆轉奧賽羅尼亞（シェムケリー）
- OCTOPATH TRAVELER II
- 女友伴身邊（吉川繭子〈第2任〉）
- 宿命迴響 takt op.（鐘）
- 棕色塵埃2（安潔莉卡）
- 閃耀暖暖（瑟西）
- 魔女之泉R（卡娜）
- 天空之塔（ニャネーロ）
- 緋染天空 Heaven Burns Red（最上前輩）
- 闇影詩章（命運聖人・伊奧、コントラクトキーパー）

2024年
- 女神異聞錄3 Reload
- 勇者鬥惡龍III HD-2D重製版
- 白荆回廊（瓦卡莎）
- 神聖不死族〜不受歡迎的孤獨死靈術士轉生成聖女結交朋友〜（夏洛特・盧魯德・阿利斯塔）

2025年
- 幻塔（安托莉亞）
- 碧藍幻想（ワクドキ）

## 外部連結
- 事務所官方網站 （页面存档备份，存于）